# Яснэг (сельское поселение)
Яснэг — административно-территориальная единица (административная территория посёлок сельского типа с подчинённой ему территорией) и муниципальное образование (сельское поселение с полным официальным наименованием муниципальное образование сельского поселения «Яснэг») в составе муниципального района Сыктывдинского в Республике Коми Российской Федерации.
Административный центр — посёлок Яснэг.

## История
Статус и границы административной территории установлены Законом Республики Коми от 6 марта 2006 года № 13-РЗ «Об административно-территориальном устройстве Республики Коми».
Статус и границы сельского поселения установлены Законом Республики Коми от 5 марта 2005 года № 11-РЗ «О территориальной организации местного самоуправления в Республике Коми».

## Население
| 2010 | 2011  | 2012  | 2013  | 2014  | 2015 | 2016 |
| ---- | ----- | ----- | ----- | ----- | ---- | ---- |
| 1101 | ↘1093 | ↘1069 | ↘1063 | ↘1043 | ↘925 | ↘860 |
| 2017 | 2018  | 2019  | 2020  | 2021  |      |      |
| ↘815 | ↘813  | ↘795  | ↘758  | ↗816  |      |      |

## Состав
Состав административной территории и сельского поселения:
| № | Населённый пункт | Тип населённого пункта          | Население |
| - | ---------------- | ------------------------------- | --------- |
| 1 | Кемъяр           | посёлок                         | ↘189      |
| 2 | Мет-Устье        | посёлок                         | 4         |
| 3 | Поинга           | посёлок                         | 112       |
| 4 | Яснэг            | посёлок, административный центр | 796       |